# Monedas del reino visigodo
Las monedas del reino visigodo fueron acuñadas por los visigodos en Galia e Hispania entre principios del siglo V y principios del VIII. 
Entre ellas destacan dos monedas de oro como las más utilizadas, el sólido y el tremís. La acuñación empezó en la Galia, donde los visigodos se habían establecido al comienzo del s. V, y siguió, desde la primera mitad de la centuria siguiente, en la ex Hispania romana, adonde se había desplazado el centro del reino y del poderío visigodo después de la batalla de Vouillé (507) -momento en el que el tremís comienza a predominar frente al sólido en el reino visigodo-.Aquella victoria y, algún tiempo después, la toma de Tolosa, habían permitido en efecto a los francos arrebatar a los visigodos la máxima parte de sus posesiones gálicas.
Las primeras monedas, por lo general llamadas pseudo-imperiales, imitaron al comienzo aquellas que circulaban en la parte occidental del Imperio romano, y tras la caída de éste, las que tenían curso legal en el Imperio bizantino, como hicieron merovingios y ostrogodos,reproduciendo las efigies y nombres de los emperadores romanos, hasta que durante el reinado de Leovigildo (572-586) se empezaron a emitir monedas en las que en lugar de los emperadores bizantinos salían los monarcas visigodos. La acuñación de monedas se detuvo en la segunda década del siglo VIII, a raíz de la conquista islámica de la península ibérica que puso término al Reino visigodo.

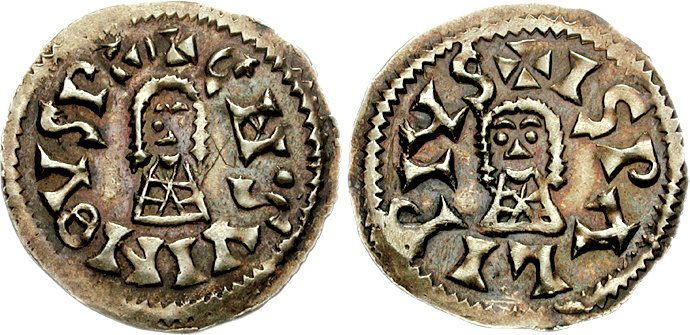
Chindasvinto: tremís, ceca de Hispalis
+CN•SVINLVS PX
+ISPΛLIS PIVS

## Amonedación en la Galia
Los visigodos llegaron a la península ibérica a comienzos del s. V, en el contexto de las invasiones que los pueblos bárbaros llevaron a cabo en el Imperio romano, firmando un pacto con los romanos en el año 418, a los que ayudaron en sus guerras con los pueblos del entorno, y estableciéndose en Aquitania, donde fundaron el reino visigodo de Tolosa.  
Al igual que los restantes pueblos bárbaros, los visigodos no tenían moneda propia, haciendo uso para sus relaciones comerciales del trueque, el metal al peso o la moneda romana, que desde los tiempos de Constantino I tenía como base el solidus de 4,5 g. de oro y el tremís o triente, que tenía la tercera parte de aquel.  
Aunque los reyes germánicos tenían el poder efectivo en sus respectivos territorios, éstos seguían formando parte del Imperio romano, del que el emperador de Roma seguía siendo el soberano, y así cuando comenzaron sus propias acuñaciones lo hicieron replicando las romanas, con el mismo peso y tamaño y la efigie, nombre y título del emperador, aunque con un estilo más tosco. Esto demostraba el deseo de mantener buenas relaciones con Roma, además de que un cambio en la moneda podría haber despertado el rechazo de la población visigoda y el de los reinos vecinos. Sin embargo, este hecho se produjo, ya que algunos rasgos diferenciados en las monedas acuñadas provocaron que los burgundios emitieran una ley en el año 501 con el fin de instar a su población a no aceptar las monedas del reino visigodo de Tolosa, alegando que el contenido en oro era menor al deseado. 

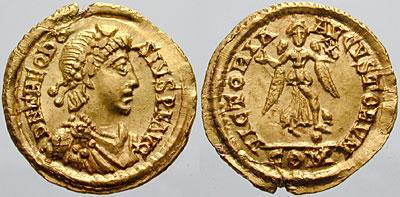
Tremís visigodo en honor del emperador Honorio.

Las primeras monedas visigodas de las que se tiene constancia fueron acuñadas en Tolosa y Narbona durante los reinados de Walia (415-418) y Teodorico I (418-451), imitando las que por las mismas fechas se fabricaban en la ceca de Rávena con la efigie de los emperadores en el reverso de la moneda, como Honorio, donde éste aparece de pie, pisando a un cautivo y agarrando una victoria con la mano izquierda y un estandarte con la derecha,y Valentiniano III, con el emperador poniendo su pie derecho sobre la cabeza de una serpiente con rasgos humanos.En estos primeros tiempos se acuñaron también algunas silicuas de plata. 
Durante el reinado de Eurico (466-484) los visigodos extendieron su influencia por la península ibérica tras la caída del imperio, y durante el de Alarico II se produjo la llegada en masa de los visigodos, quizás presionados por los francos. 
De esta época datan las monedas a nombre de Mayoriano, Libio Severo, con una victoria sobre el reverso de la moneda, y Antemio.

## Amonedación en Hispania

### Monedas pseudo-imperiales (509-569)
Alarico II murió en la batalla de Vouillé del 507 contra los francos, y el rey ostrogodo Teodorico el Grande impuso su dinastía, en un periodo conocido como el Intermedio ostrogodo, que se extendió hasta la muerte de Teudiselo en el 549. Para entonces la corte se había asentado en Toledo, dando lugar al estado que se conoció como el Reino visigodo de Toledo. 
La moneda visigoda del reino de Toledo fue muy parecida a lo largo de los diferentes reinados y años de existencia. La emisión y acuñación de moneda se encontraban ligadas al elemento palacial de la monarquía, resaltando sus vertientes militar, burocrática y religiosa.
Durante esta época se acuñaron sólidos y tremises a nombre de los emperadores bizantinos Anastasio I, Justino I y Justiniano I. Se supone que para las transacciones de escaso valor se utilizaban las abundantes monedas de plata y bronce de época romana.

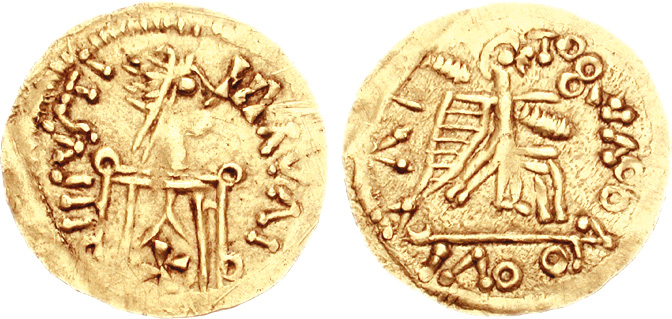
Tremís de Leovigildo.

### Monedas reales (569-711)
Fue Leovigildo (569-586) quien inauguró una nueva época numismática. Durante los primeros años de su reinado se siguieron emitiendo monedas pseudo-imperiales con la efigie de Justiniano I, que había muerto dos años antes; después se acuñaron trientes con la leyenda "CVRRVCVRRV", que no quería decir nada: se supone que fueron series de prueba, emitidas con el fin de comprobar si eran aceptadas como buenas sin necesidad de llevar el nombre del emperador; a éstas siguieron otras monedas que llevaban en el anverso el tipo imperial, y en el reverso el del propio Leovigildo y la leyenda con su nombre LIVVIGILDVS REGIS, y a éstas, otra serie más (c. 576) en la que las referencias al emperador desaparecían completamente. La acuñación de moneda de oro era una prerrogativa exclusiva del emperador, por lo que algunos autores han interpretado este cambio en las monedas como la independencia no ya de facto, sino de iure, del reino visigodo respecto del imperio. 
Durante el reinado de Leovigildo también aparecieron monedas acuñadas por su hijo Hermenegildo, sublevado en la Bética. Fue en este momento cuando Leovigildo acuñó monedas con la cruz sobre gradas, la cual hace referencia a la cruz del calvario de Jerusalén, lo que denota el carácter cristiano de dicho rey y de las ciudades en la que acuñó estas monedas.De este modo, Leovigildo llevó a cabo otra reforma monetaria que suponía un cambio metrológico, donde la moneda visigoda pasaba de 1,326 g al patrón romano-bizantino de 1,516 g, lo que puede poner de relieve los pagos que tuvo que realizar el monarca visigodo a los bizantinos para que no apoyaran a su hijo Hermenegildo.
A partir del reinado de Recaredo ya sólo se acuñaron tremises. En este caso, cabe destacar las diferencias tipológicas en cuanto a la monedas de Recaredo I y Recaredo II, de difícil precisión: las monedas acuñadas en la ceca de Ispali revelan una diferencia en la leyenda del reverso, donde para el caso de Recaredo I se observa la fórmula PIUS ISPALI, mientras que en las monedas acuñadas durante el periodo de Recaredo II se fija ISPALI PIUS.
Otro conjunto monetal de gran relevancia es el referente al rey Wamba. En las monedas acuñadas durante el reinado de este monarca se pueden observar acontecimientos notables como su unción real en la ciudad de Toledo en el año 672 o el triunfo militar contra el conde Paulus en la batalla de Nimes en el 673. 

## Estructura de las leyendas monetales
El tipo más común incluye en el anverso el nombre y título del rey -con el término rex-,mientras en el reverso se graba un epíteto elogioso comoDN (Dominus noster), FELIX, INCLITVS, VICTOR -resalta un triunfo militar-,IVSTVS o PIVS, y el nombre de la ceca, todo en caracteres latinos que varían en los nombres de los reyes y las poblaciones; también es habitual la inclusión de anillos, glóbulos, estrellas o palmas, las cuales ponían de manifiesto, al igual que el epíteto VICTOR, la victoria en una batalla militar, herencia de  los romanos.Otras representan en el anverso al rey y en el reverso al príncipe asociado al trono, como son los casos de Leovigildo-Recaredo o Égica-Witiza -cuyas monedas muestran una imagen de compromiso entre dos bandos nobiliarios opuestos, a pesar de ser padre e hijo-, o son conmemorativas de victorias militares; desde Chindasvinto aparecen las leyendas INDN (in nomine Domini) o INDNNN (in Domini nomini). Las abreviaturas y las grafías erróneas o incompletas son frecuentes.La grafía sustituye a veces las letras por puntos, como en CE:ARACO:TA (Cesaragusta). Esto se podía deber a que el grabador no completó el signo correspondiente en sus trazos, a una licencia ortográfica o a que eran puntos innecesarios, ya que existía una especie de horror vacui en este tiempo. 

## Función de la moneda y materiales usados en la acuñación
La moneda en el reino visigodo tenía varias funciones. Entre ellas destaca su valor propagandístico, tanto para reforzar la imagen del rey ante sus habitantes como para aumentar la moral del ejército, algo que hacían previamente los romanos. Además, servía para pagar a los soldados e impuestos por parte de la población del reino. A esto se suma el pago a monarcas extranjeros ante la ayuda militar prestada para derrocar a otro rey o evitar ser derrocado, o su relevancia en las relaciones comerciales, usada por las élites para comprar productos de lujo, como la seda de Bizancio.

Por otro lado, el oro y el bronce fueron los elementos mayoritariamente utilizados para acuñar monedas en el reino visigodo. De ellos, el oro era el preponderante, lo que expone la asimilación de la política monetaria bizantina por parte de los visigodos. Bizancio, al carecer de minas de plata suficientes, utilizó el oro de manera predominante en sus acuñaciones de moneda. Las monedas de bronce se usaban para el comercio menor y pagos exiguos, principalmente en las ciudades de Sevilla, Córdoba, Mérida y Toledo, siendo para las personas más humildes el medio de pago más común, junto al trueque. La acuñación de monedas de plata en el reino visigodo quedó reservada a momentos de crisis. 

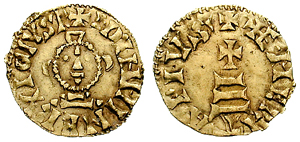
Tremís de Ervigio, con el busto de Cristo y la cruz sobre gradas.

## Cecas
Se han contabilizado casi 100 talleres de fabricación de monedas, aunque la mayor parte de éstas proceden de unas pocas cecas. Las más importantes fueron Narbona en Septimania; Tarraco y Cesaraugusta en la Tarraconense; Toleto y Mentesa en la Cartaginense; Ispali, Corduba y Eliberri  en la Bética; Emerita, Egitania y Elvora en Lusitania; y Bracara, Luco y Tude en Gallaecia; en esta última provincia se han localizado, ubicadas en poblaciones de escasa importancia, casi la mitad del total de cecas, habiéndose encontrado en ocasiones sólo una o dos monedas de cada una, lo que ha llevado a pensar que pudieran tratarse de talleres móviles que se desplazaban junto con las expediciones militares. Probablemente los encargados de acuñar las monedas no se dedicaran exclusivamente a esta labor, desempeñando también trabajos de orfebrería.

## Enlaces
- Wikimedia Commons alberga una categoría multimedia sobre Monedas del reino visigodo.

- La presencia de hallazgos y tesoros monetarios visigodos en las colecciones de museos e instituciones
- El tremís. La herencia romana en la España visigoda
- La influencia bizantina en la moneda visigoda a través de sus monedas

- Datos: Q1469768
- Multimedia: Visigothic coins / Q1469768